# Поезд Майя
Поезд Майя (исп. Tren Maya) — туристическая железная дорога в Мексике, протяжённостью 1525 километров, которая проложена на полуострове Юкатан. Строительство началось в июне 2020 года и завершено в декабре 2024 года. Железная дорога начинается в Паленке в штате Чьяпас и идет на северо-восток в сторону Канкуна в штате Кинтана-Роо, где находится международный аэропорт, по двум маршрутам, опоясывающим полуостров. Проект направлен на то, чтобы соединить туристические направления в Карибском море с менее известными местами внутри страны, включая исторические достопримечательности майя, от которых проект получил свое название.
Проект стартовал после избрания в 2018 году президентом Андреса Мануэля Лопеса Обрадора.
Строительство велось при поддержке немецких, французских и китайских компаний, обошлось почти в 30 млрд долларов. При строительстве вырублено 9 млн деревьев.
Владелец — Вооружённые силы Мексики.